# A dire il vero
A dire il vero (You Hurt My Feelings) è un film del 2023 scritto e diretto da Nicole Holofcener.

## Trama
La scrittrice Beth fatica a superare le bugie sul suo ultimo libro del marito Don, uno psicoterapeuta di scarso successo, mentre la sorella Sarah tenta di salvare il suo matrimonio con Mark.

## Produzione

### Sviluppo
Nell'ottobre 2021 è stato annunciato che Julia Louis-Dreyfus avrebbe interpretato e prodotto un film intitolato Beth e Don, scritto e diretto da Nicole Holofcener. Nel maggio 2022 Tobias Menzies, Michaela Watkins, Owen Teague, Jeannie Berlin, Bill Camp ed Elizabeth Marvel si sono uniti al cast.

### Riprese
Le riprese principali sono iniziate a New York nel maggio 2022.

## Promozione
Il primo trailer del film è stato pubblicato il 21 marzo 2023.

## Distribuzione
Il film è stato presentato in anteprima mondiale il 22 gennaio 2023 in occasione del Sundance Film Festival prima di essere distribuito nelle sale statunitensi il 26 maggio dello stesso anno. La pellicola è uscita nelle sale italiane l'8 febbraio 2024.